# Бурмаков Іван Дмитрович
 Іван Дмитрович Бурмаков  (нар. 11 листопада 1899 — пом. 16 червня 1973) — радянський військовик, Герой Радянського Союзу (1945).

## Життєпис
Народився у селі Погорільці (нині Семенівський район Чернігівської області України) у селянській родині. Українець. Освіта середня.
З 1918 року в РСЧА. Брав участь у громадянській війні. Член РКП(б) з 1920 року. В 1924 році закінчив школу червоних старшин.
У роки Німецько-радянської війни в дійовій армії з серпня 1942 року. Закінчив Військову академію Генштабу (1944).
Командир 31-ї гвардійської стрілецької дивізії (11-а гвардійська армія, 3-й Білоруський фронт) гвардії генерал-майор Бурмаков при штурмі міста Кенігсберг у перший день бою 6 квітня 1945 року зі своєю дивізією прорвав оборону противника в південно-західній частині міста. До кінця наступного дня дивізія вийшла до річки Преголя, форсувала її і захопила плацдарм. У ході бою її частини захопили і знищили велику кількість солдат і офіцерів противника, 96 гармат, 18 танків і самохідних гармат, багато військового майна і складів.
Після війни продовжував службу в Збройних силах СРСР.
З 1955 року генерал-лейтенант І. Д. Бурмаков у запасі. Жив і працював у Одесі. Помер 16 червня 1973 року.

## Звання та нагороди
19 квітня 1945 року Івану Дмитровичу Бурмакову присвоєно звання Герой Радянського Союзу.
Також нагороджений:
- 3-ма орденами Леніна
- 3-ма орденами Червоного Прапора
- медалями